# Arthur Hiller (calciatore)
Arthur Hiller (3 ottobre 1881 – 14 agosto 1941) è stato un calciatore tedesco, di ruolo centrocampista.